# Car (Carie)
Pour les articles homonymes, voir Car et Kar.

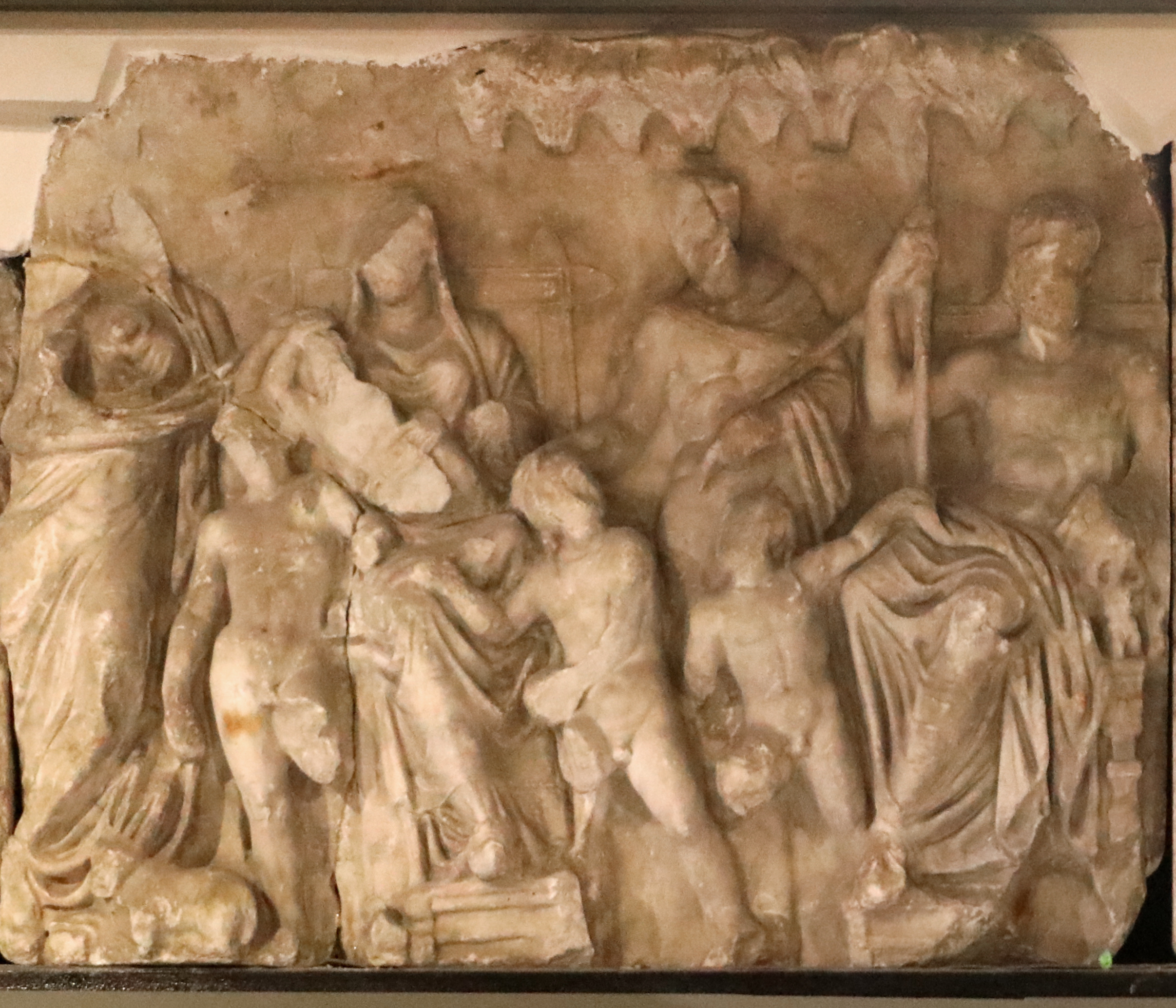
Possible représentation de Car, Lydos et auprès de Zeus et d'Hécate. Bas-relief du temple d'Hécate de Lagina,, musée archéologique d'Istanbul.

Dans la mythologie grecque, Car ou Kar (en grec ancien Κάρ / Kár) est le héros éponyme des Cariens, peuple du sud-ouest de l'Asie mineure.

## Mythes

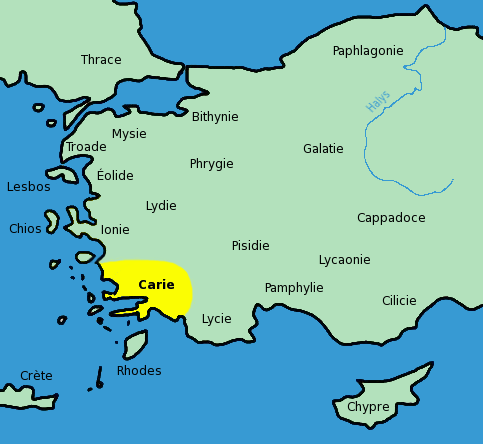
Carte de la Carie en Asie Mineure.

Selon Hérodote, qui rapporte une tradition carienne, Car est le héros éponyme des Cariens ; il est le frère de Lydos, éponyme des Lydiens, et de Mysos (en), éponyme des Mysiens. Cette version est liée au sanctuaire de Zeus Carios à Mylasa : d'après la règle, seuls ces trois « peuples frères » ont le droit de rendre un culte au dieu,.
La version carienne, qui fait des habitants de la région des autochtones, s'oppose à une version crétoise, qui leur donne une origine insulaire. Claude Élien rapporte que Car est le fils de Zeus et de Crète, nymphe éponyme de l'île.
D'après Étienne de Byzance, Car fonde la ville carienne d'Alabanda, nommé d'après son fils Alabandos (en). Suivant le même auteur, le tombeau de Car se trouve à Syangela (en).
Pour Pline l'Ancien, Car est le premier humain à avoir pratiqué l'ornithomancie.

## Représentations
L'archéologue Gustave Mendel identifie Car sur un bas-relief de marbre de la frise sud du temple d'Hécate de Lagina (IIe ou Ier siècle av. J.-C.), conservé au musée archéologique d'Istanbul : il pourrait s'agir d'une représentation des trois frères Car, Lydos et Mysos, présentés à Zeus Carios et Hécate par Hermès ; Car serait l'enfant sur les genoux de la déesse,. Cependant, cette identification n'est pas certaine : Gustave Mendel propose également que les enfants pourraient représenter les divisions de la Carie devant Zeus Chrysaoreus, tandis qu'Arnold Schober (de) suggère un représentation de la naissance de Zeus, caché de Cronos par Rhéa et Hécate,.